# Atraso rotacional

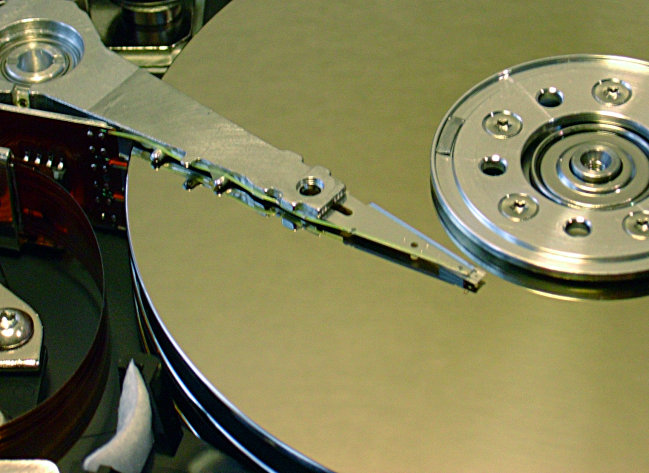
Cabeça de leitura/gravação sobre um disco de HD.

Atraso rotacional ou latência rotacional é um dos três tipos de atraso associados com a leitura ou gravação de dados por um acionador de disco de computador, e que ocorre de forma similar em acionadores de CD ou DVD. Os outros tipos são o tempo de busca e tempo de transferência, e a soma deles é o tempo de acesso. A expressão é utilizada para dispositivos de armazenamento rotativo (tais como HDs ou drives de disquete, e para os antigos sistemas de memória de tambor). O atraso rotacional é o tempo exigido para que a área direcionada do disco (ou tambor) gire até uma posição em que se torne acessível pela cabeça de leitura/gravação.
O atraso rotacional máximo é o tempo que leva para fazer uma rotação completa (visto que a parte relevante do disco pode ter acabado de passar sob a cabeça quando chegou a solicitação). A maioria dos dispositivos de armazenamento rotativo giram numa taxa angular constante (número constante de rotações por segundo). O atraso rotacional máximo é simplesmente a recíproca da velocidade rotacional (devidamente parametrizada). Em 2001, 7200 rotações por minuto eram típicas para um acionador de disco rígido; seu atraso máximo rotacional é de 60/7200 s, ou cerca de 8 ms.
O atraso rotacional médio também é um conceito útil - é a metade do atraso rotacional máximo.